# Avenida Grecia
La Avenida Grecia es una importante arteria vial ubicada en Santiago de Chile, en las comunas de Ñuñoa y Peñalolén. Tiene una extensión de aproximadamente 13 kilómetros en dirección oriente a poniente, cruzada por otras importantes avenidas.

## Toponimia
Su odónimo se debe en homenaje a las buenas relaciones bilaterales que se establecieron entre Chile y Grecia, las cuales se mantiene hasta la actualidad. Antiguamente, la avenida se llamaba "Camino Real de Peñalolén", debido a que conectaba el pueblo de Peñalolén con la creciente ciudad de Santiago, que más tarde lo absorbería. El nombre funciona desde el 10 de abril de 1962, eligiéndose este nombre para la calle debido a su vecindad con el Estadio Nacional de Chile, símbolo del deporte olímpico de origen griego. En esta calle también se ubica el templo de la Iglesia Ortodoxa Griega de los Santos de Constantino y Elena, perteneciente al Patriarcado de Constantinopla en Chile.

## La Avenida
Avenida Grecia comienza en la intersección con avenida San Eugenio (cerca del límite de las comunas de Ñuñoa y Santiago), en la Plaza San Esteban. Su recorrido mayoritariamente pasa por zonas de viviendas, aunque hay ciertos puntos de importantes comercios y edificios patrimoniales. La vía termina en los límites de la ciudad de Santiago, en el Cerro San Ramón, cerca de la altura de 1000 metros sobre el nivel del mar (m s. n. m.), en la intersección con Diagonal Las Torres.

## Extensión
Avenida Grecia es el inicio o el final de una de las grandes columnas vertebrales de la vialidad santiaguina, que recorre la ciudad en casi toda su extensión en su eje oriente-poniente, conteniendo a importantes calles de la geografía urbana de la ciudad. El recorrido es el siguiente:
- Partiendo desde avenida Grecia. haciendo el recorrido desde oriente a poniente, llegando a  la intersección con avenida San Eugenio, su nombre cambia a Avenida Manuel Antonio Matta.

- La Avenida Matta, como es conocida popularmente, al llegar al Parque O´higgins, se convierte en una sucesión de 3 cortas avenidas; Avenida El Parque, Avenida Tupper y Plaza Ercilla, las cuales desembocan en la Avenida Blanco Encalada.
- Blanco Encalada sigue el recorrido, pasando por edificios patrimoniales como el edificio de la Facultad de Ciencias Físicas y Matemáticas de la Universidad de Chile y el Club Hípico.Cruzando un túnel bajo nivel de los rieles de la Estación Central se comunica con calle Arica.
- Arica se convierte posteriormente en Avenida 5 de Abril, la que termina en una punta de diamante donde se encuentra el canal Santa Corina. Allí se fragmenta en dos, hacia el poniente Avenida Simón Bolívar y hacia el sur con una leve curva hacia el oriente Avenida Lo Errázuriz; la primera termina abruptamente antes de llegar a la avenida Pajaritos en la comuna de Maipú, mientras que la otra se acaba en la intersección con la Avenida Pedro Aguirre Cerda, que a su vez conecta con Camino a Melipilla.

## Infraestructura

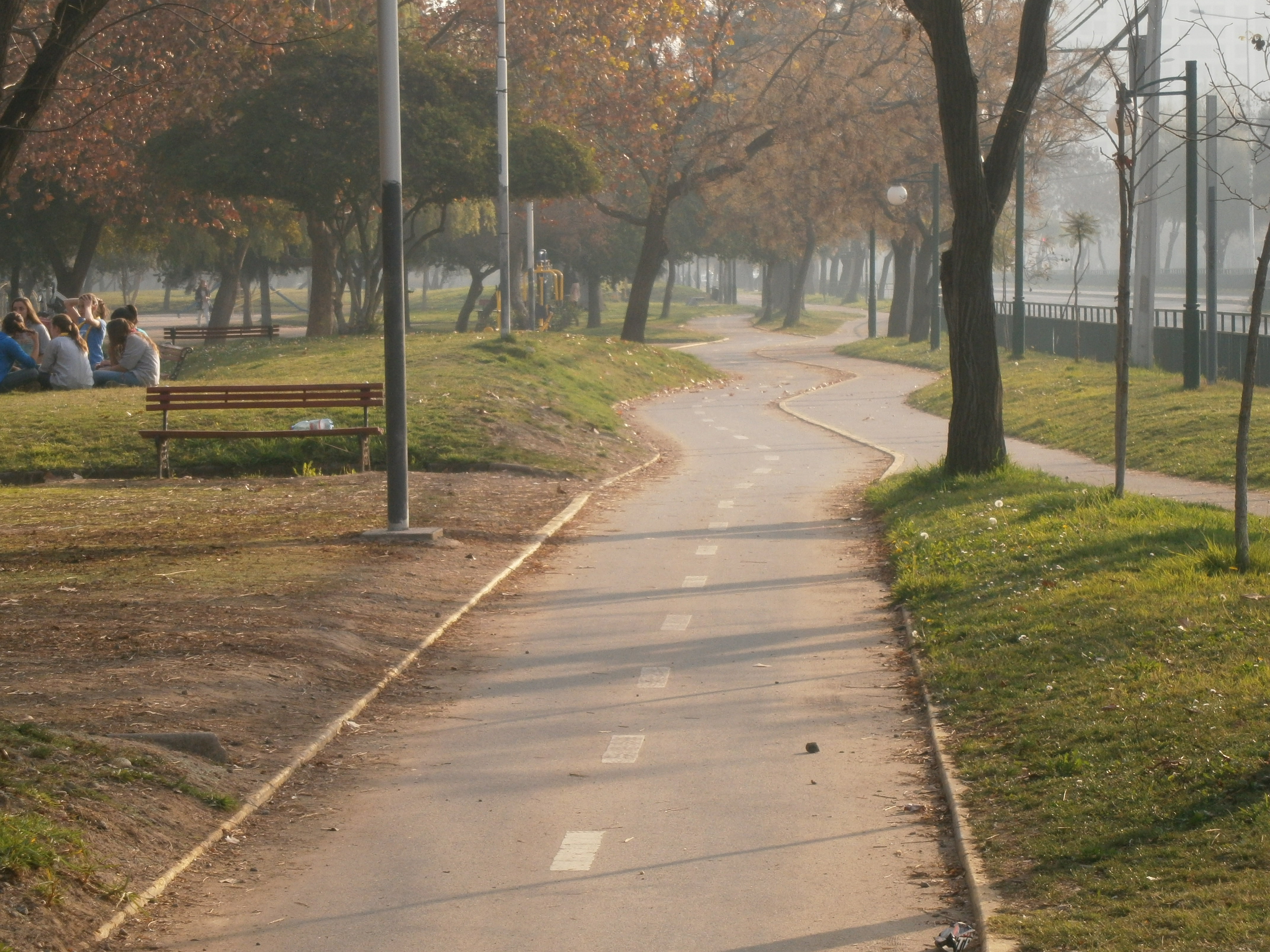
La ciclovía, en Ñuñoa

Está pavimentada y cuenta con cinco carriles en ambos sentidos (cuatro para vehículos particulares y uno para el transporte público) entre la Avenida General Bustamante y Diagonal Las Torres (Entre Ñuñoa y Peñalolén), y cuatro carriles por sentido, para la circulación de vehículos privados y transporte público, además de un bicicarril al sur, entre Dr. Johow y la Rotonda Grecia, que tiene una pequeña franja de tierra, de uno a dos metros de anchura, y que divide la calzada. En ella se encuentran numerosos árboles, arbustos,  plantas y flores, además de carteles publicitarios; en la comuna de Peñalolén, esta avenida posee tres carriles de circulación por sentido (dos para vehículos particulares y un carril separado para el transporte público), y un bicicarril en toda la extensión dentro de la comuna junto con árboles y áreas verdes, además de contar con dos puentes para atravesar el Canal San Carlos.

## Intersecciones

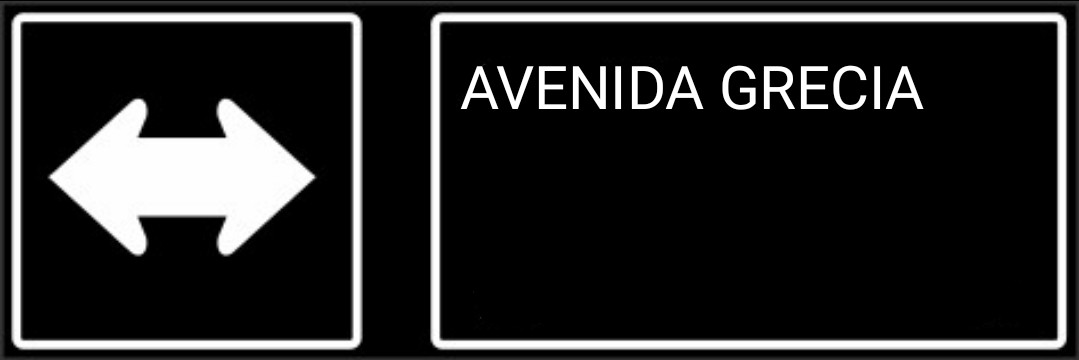
Señalética vial de Avenida Grecia.

Hace intersección con calles importantes de la ciudad de Santiago:
- Avenida San Eugenio (en su inicio, siendo la continuación de Avenida Manuel Antonio Matta y donde se ubica la estación Irarrázaval de las líneas  y  del Metro de Santiago)
- Avenida Suárez Mujica (Donde se encuentra el Conjunto Habitacional Empart)
- Avenida Salvador (en esta esquina finaliza la avenida, al sur de esta se encuentra la Villa Olímpica)
- Avenida Marathon
- Estadio Nacional
- Avenida Pedro de Valdivia (donde pasa la línea  del Metro de Santiago, encontrándose la estación Estadio Nacional)
- Calle Los Tres Antonios
- Avenida José Pedro Alessandri (donde se está planificando una estación de la futura línea  del Metro de Santiago y se ubican el Mall Portal Ñuñoa y tres sedes de tres importantes universidades públicas chilenas)
  - Casa Central de la Universidad Metropolitana de Ciencias de la Educación (ex Instituto Pedagógico de la Universidad de Chile, alias "El Pedagógico")
  - Campus Juan Gómez Millas de la Universidad de Chile
  - Campus Macul de la Universidad Tecnológica Metropolitana
- Avenida Ignacio Carrera Pinto
- Calle Juan Moya (donde se encuentra el consultorio de la comuna de Ñuñoa y el Liceo República de Siria)
- Avenida El Líbano (Ex Calle Lo Plaza)
- Avenida Ramón Cruz Montt (importante para la comuna de Ñuñoa, donde se ubica el Centro de Entrenamiento Olímpico del COCH).
- Avenida Américo Vespucio (donde se encuentra la estación Grecia, de la línea  del Metro de Santiago)
- Avenida Los Molineros
- Calle Ictinos (punto comercial muy importante para la comuna de Peñalolén, donde se ubica la Plaza Ictinos)
- Avenida Tobalaba (donde se ubica el Centro Comercial Open Plaza Tobalaba y la avenida cruza el Canal San Carlos)
- Avenida Consistorial (donde se encuentra la Municipalidad de Peñalolén y el Barrio Consistorial de la comuna)
- Avenida Río Claro
- Avenida Las Perdices
- Diagonal Las Torres (cruce que marca el final de la avenida, en sus inmediaciones se encuentra el Campus Peñalolén de la Universidad Adolfo Ibáñez).